# Siburi
Siburi (en llatí Siburius) va ser un metge romà.
Era nadiu de Burdígala (Bordeus) i va viure al segle iv. Marcel Empíric menciona aquest metge juntament amb Juli Ausoni i Eutropi, i diu que era conciutadà seu i un dels seus predecessors més immediats. Va escriure un llibre sobre farmàcia que Marcel Empíric ressenya, però no s'ha conservat.
Fabricius suposa que aquest Siburi podria ser Escriboni Llarg, per una mala lectura del nom, (Scribonius en lloc de Siburius) però no és cert, ja que Escriboni Llarg va viure al segle i.